# Розе
Вижте пояснителната страница за други значения на Розе.
Розѐ е розово вино, което по цвят заема междинно място между червеното и бялото вино.
Розето е слабо таниново вино, произведено от червени сортове грозде, но по технологията за получаване на бели вина. Цветът на виното е розов, вариращ от бледите, едва забелязващи се нюанси на цвета до интензивен, тъмен, близък до светлочервения цвят. Букетът и вкусът на розето наподобяват белите вина, докато оцветяването и плътността ги приближават към червените.

## Технология на розовите вина
Розовите вина не се получават чрез смесване на бели и червени вина, с изключение на Шампанско розе.
При производството на розета ферментира само гроздовата мъст, а не цялата гроздова каша. След отделянето на зърната от чепките, мъстта се оставя да престои с ципите, в зависимост от сорта и степента на зрялост, между 2 и 6 часа. Следва пресоване – за отделяне на мъстта от ципите – и ферментация. Колкото по-интензивно се пресова и колкото по-продължителна е ферментацията, толкова по-тъмен е цветът на виното, а чрез избистряне му се придава кристален блясък.